# Lomelosia camelorum
Lomelosia camelorum är en tvåhjärtbladig växtart som först beskrevs av Cosson och Durieu, och fick sitt nu gällande namn av W. Greuter och Burdet. Lomelosia camelorum ingår i släktet Lomelosia och familjen Dipsacaceae. Inga underarter finns listade i Catalogue of Life.